# Apanteles agilla
Apanteles agilla är en stekelart som beskrevs av Nixon 1972. Apanteles agilla ingår i släktet Apanteles och familjen bracksteklar. Inga underarter finns listade i Catalogue of Life.